# Антология выстаивания и преображения
Антология выстаивания и преображения. Век XX — издававшаяся в России с 2000 года серия книг, содержащих произведения мировой литературы, авторы которых (представители разных стран мира, национальностей, вероисповеданий) в XX веке прошли опыт противостояния государственному насилию и борьбы за свободу.
Основной целью проекта является просвещение молодёжи, стремление передать ей опыт выстаивания и преображения, сохранения человеческого достоинства, внушить молодёжи идеалы толерантности, свободы и демократии. По замыслу организаторов проекта, книги серии «Антология» должны быть в каждой школьной библиотеке.
Главный редактор и автор проекта — Евгений Ямбург. Редакционная коллегия: Сергей Аверинцев, Александр Асмолов, Вардван Варжапетян, Александр Зорин, Александр Мелихов, Александр Нежный, Петр Положевец, Григорий Померанц, Анатолий Приставкин, Алексей Семёнов, Сергей Филатов.
Программу издания и распространения книжной серии реализовывали Фонд социально-экономических и интеллектуальных программ, Конгресс российской интеллигенции, Центр образования № 109 города Москвы при поддержке Министерства Российской Федерации по делам печати, телерадиовещания и средств массовых коммуникаций, «Альфа-Банк», «Акрон».

## Перечень книг
- «Благая весть» (2000) — Григорий Померанц «В поисках живого следа», Эли Визель «Ночь», протоиерей Сергий Гаккель «Мать Мария», Антоний Блум, митрополит Сурожский «Духовные встречи XX века. Из бесед с верующими»
- «Жизнь во тьме» (2001) — воспоминания о лагерях ГУЛАГа
- «Похороны колоколов» (2001) — произведения о геноциде армян, Холокосте, депортациях народов в СССР
- «Жизнь — сапожок непарный» (2001) — отрывки из романа В. Гроссмана «Жизнь и судьба», воспоминания Тамары Петкевич, Петра Григоренко, Елеазара Мелетинского, Евгения Эминова, статья Г. Померанца «Цена победы».
- «Жизнь и житие Войно-Ясенецкого, Архиепископа и хирурга» (2001)
- «Музей человека» (2002) — произведения о Движении Сопротивления.
- «Мученики веры» (2002) — воспоминания религиозных деятелей — жертв коммунистических режимов
- «Вегетарианская эпоха» (2003) — воспоминания советских диссидентов
- «Блокадная книга» (2004)
- «Капля за каплей» (2004) — повести Бориса Васильева
- «Неуслышанные голоса. (Книга 1)» (2004) — публицистика об Октябрьской революции
- «Неуслышанные голоса. (Книга 2)» (2004) — публицистика об Октябрьской революции, статьи из сборника «Вехи»
- «Пока свободою горим…» (2004) — воспоминания о молодёжном антисталинском движении конца 1940-х—начала 1950-х годов
- «Следствие ведет каторжанка» (2004) — об О. Г. Шатуновской
- «Сколько стоит человек» (2004) — воспоминания Е. А. Керсновской
- «Невидимый противовес» (2004) — лекции и эссе Г. Померанца и З. Миркиной

## Перечень авторов произведений
- Юрий Айхенвальд
- Низаметдин Ахметов
- Алесь Адамович
- Даниил Гранин
- Сергей Аскольдов
- Николай Аржак (Юлий Даниэль)
- Генрих Алтунян
- Владыка Антоний Блум, митрополит Сурожский
- Василь Быков
- Дитрих Бонхеффер
- Иван Бунин
- Сергий Булгаков
- Николай Бердяев
- Татьяна Бочарова
- Михаил Булгаков
- Аркадий Белинков
- Виктор Белкин
- Анатолий Бахтырев (Кузьма)
- Эли Визель
- Олег Волков
- Иржи Вайль
- Франц Верфель
- Рихард Вурмбрандт
- Николай Вавилов
- Вардван Варжапетян
- Борис Васильев
- Юлия Вишневская
- Максимилиан Волошин
- Протоиерей Сергий Гаккель
- Евгения Гинзбург
- Василий Гроссман
- Веслав Гурницкий
- Петр Григоренко
- Максим Горький
- Махатма Ганди
- Иосиф Гессен
- Михаил Гершензон
- Григорий Померанц
- Зинаида Миркина
- Георгий Демидов
- Священник Анатолий Жураковский
- Анатолий Жигулин
- Иван Шмелев
- Борис Зайцев
- Иван Ильин
- Федор Степун
- Николай Трубецкой
- Альбер Коэн
- Альбер Камю
- Артур Кестлер
- Ефросинья Керсновская
- Виктор Клемперер
- Януш Корчак
- Владимир Короленко
- Мартин Лютер Кинг
- Марлен Кораллов
- Владимир Козлов
- Богдан Кистяковский
- Екатерина Колышкина (де Гук Дохерти)
- В. Лесников
- Анатолий Луначарский
- В. Лордкипанидзе
- Израиль Мазус
- Бернард Маламуд
- Елеазар Мелетинский
- Анатолий Марченко
- Александр Мень
- Владимир Мельников
- Рейнхольд Нибур
- Питер Наджарян[англ.]
- Александр Нежный
- Анатолий Приставкин
- Тамара Петкевич
- Марк Поповский
- Михаил Пришвин
- Станислав Подольский
- Патриарх Тихон
- Эдвин Поляновский
- Цви Прейгерзон
- Николай Рыбалкин
- Федор Раскольников
- Василий Розанов
- Ирина Ратушинская
- Алла Туманова
- Уильям Сароян
- Андрей Сахаров
- Петр Струве
- Абрам Терц (Андрей Синявский)
- Ален Тольц
- Пауль Тиллих
- Александр Тарасов
- Майя Улановская
- Исаак Фильштинский
- Юлиус Фучик
- Семен Франк
- Георгий Федотов
- Сергей Филатов
- Евгений Федоров
- Борис Хазанов
- Николай Храпов
- Михаил Хейфец
- Константин Циолковский
- Георгий Целмс
- Михаил Чельцов
- Николай Черкашин
- Варлам Шаламов
- Леонид Шорохов
- Ольга Шатуновская
- Евгений Эминов
- Карл Ясперс
- Евгений Ямбург